# Dusona watertoni
Dusona watertoni är en stekelart som först beskrevs av Cameron 1911.  Dusona watertoni ingår i släktet Dusona och familjen brokparasitsteklar. Inga underarter finns listade i Catalogue of Life.